# Andreas Lönnqvist
Lars Andreas Lönnquist, född 3 januari 1973 i Landeryds församling, Östergötlands län, är en svensk dirigent. 

## Biografi
Andreas Lönnqvist föddes 1973 i Landeryds församling. Han är utbildad i kör- och orkesterdirigering vid Kungliga Musikhögskolan i Stockholm 1997–2005. Han var dirigent för Uppsala vokalensemble 1997–2005. Han har arbetat med ett flertal av landets professionella orkestrar och körer, och är pristagare i flera internationella dirigenttävlingar. Andreas Lönnqvist har också gjort sig känd som presentatör av musik, dels i Uppsalakören Orphei Drängar, dels på Sveriges Radio P2. 2007–2012 var han anställd som kapellmästare vid Malmö Opera, där han dirigerade över 250 föreställningar. Hösten 2009 ledde han Folkoperans uppsättning av Bizets Pärlfiskarna, och 2010 dirigerade han La Bohème vid Opera på Skäret.
Mellan 2012 och 2018 var han dirigent för Lunds Studentsångförening.
Andreas Lönnqvist är bror till operasångaren Jonatan Lönnqvist.

## Priser och utmärkelser
- 2003 – Crusellstipendiet
- 2010 – Svenska Dirigentpriset till Sixten Ehrlings minne.[4]